# Ян, Густав (писатель)
Густав Вильгельм Ян (нем. Gustav Wilhelm Jahn; 23 февраля 1818, Зандерслебен, Саксония-Анхальт — 29 марта 1888, Цюльхов близ Штеттина (ныне Щецин, Польша)) — немецкий писатель и журналист. Творил под псевдонимом Густав Фриш (нем. Gust. Frisch).

## Биография
Первоначально — фермер и мастер-кожевник, как и его отец. В 1852 году стал бургомистром Зандерслебена. Сотрудничал с печатными изданиями (Volksblatt für Stadt und Land).
Активист христианских миссий в евангелистской церкви Германии. Инициировал и занимался развитием скотоводства и полеводства, искусства и коммерческого садоводства, а также созданием рождественских поделок и другого. В 1862 году основал госпиталь Иоганнитера для спасения братьев и ухода за инвалидами. В 1863 году основал учреждение для душевнобольных недалеко от Штеттина.
Скончался после пятимесячной тяжёлой болезни, порока сердца с водянкой груди.

## Избранные произведения
- Vermischte Gedichte. 1842.
- Das Hohelied; In Liedern. 1845—1847.
- Gesammelte Schriften. 3 т. 1847—1849.
- Erzählungen fürs Volk. 1850.
- Die Deutschen Freiheitskriege 1813—1815. 1850.
- Kamerad Hechel. Ein Lebensbild aus den Befreiungskriegen. 1854.
- Neuer Frühling. 1856
- Flick- u. Stückwerk aus den Tagebüchern und Briefen eines Schneidergesellen. 1861
- Der deutsche Krieg und Preußens Sieg im Jahre 1866. 1867.
- Das schön Luisle. 1870
- Der Krieg von 1870 und 1871. Dem deutschen Volk erzählt. 1871—1872.